# Kathleen Chalfant
Kathleen Chalfant (San Francisco, 14 januari 1945), geboren als Kathleen Ann Bishop, is een Amerikaanse actrice.

## Biografie
Chalfant werd geboren in San Francisco maar groeide op in Oakland (Californië), omdat haar vader werkzaam was bij de kustwacht aldaar.

## Filmografie

### Films
Uitgezonderd korte films.
- 2022 The Courtroom - als rechter Easterbrook
- 2021 Old - als Agnes
- 2020 Before/During/After - als Olga
- 2018 Hereditary - als Ellen Taper Leigh
- 2017 Class Rank - als hoofdeditor
- 2017 Ambition's Debt - als Soothsayer
- 2016 They Shall Not Perish: The Story of Near East Relief - als Mabel Elliot
- 2013 Isn’t It Delicious – als Joan Weldon
- 2013 Muhammad Ali's Greatest Fight – als Ethel Harlan
- 2010 The Last New Yorker – als Mimi
- 2009 George O'Keeffe – als mrs. Stieglitz
- 2009 Duplicity – als Pam Frailes
- 2007 Perfect Stranger – als Elizabeth Clayton
- 2007 First Born – als mrs. Kasperian
- 2005 Lackawanna Blues – als Mevr. Carmichael
- 2004 Kinsey – als Barbara Merkle
- 2002 The Laramie Project – als boerin
- 2002 A Death in the Family – als tante Hannah
- 2000 Company Man – als moeder Quimp
- 1998 Side Streets – als Nanda
- 1998 The Last Days of Disco – als Zenia
- 1998 A Price Above Rubies – als vrouwelijke bedelaar
- 1997 David Searching – als oma
- 1996 MURDER and murder – als Mildred
- 1994 Junior – als receptioniste van Casitas Madres
- 1993 Fly by Night – als moeder van Denise
- 1992 Bob Roberts – als Constance Roberts
- 1992 Jumpin' at the Boneyard – als moeder
- 1991 Out of the Rain – als Ruth
- 1990 Tales from the Darkside: The Movie – als Decaan
- 1989 Miss Firecracker – als Miss Lily
- 1987 Five Corners – als mrs. Fitzgerald
- 1981 Jules Feiffer's Hold Me – als vrouw

### Televisieseries
Uitgezonderd eenmalige gastrollen.
- 2022 Bull - als rechter Steiner - 2 afl.
- 2014 - 2019 The Affair - als Margaret Butler - 18 afl.
- 2017 Doubt - als Margaret Brennan - 5 afl.
- 2015 - 2016 Madam Secretary - als Dean Ward - 2 afl.
- 2013 - 2016 House of Cards - als Margaret Tilden - 5 afl.
- 2014 - 2015 The Strain - als oma van Abraham - 2 afl.
- 2014 - 2015 Law & Order: Special Victims Unit - als president Roberts - 2 afl.
- 2009 Rescue Me – als moeder van Sean – 7 afl.
- 2001 – 2009 Law & Order – als Lisa Cutler – 3 afl.
- 2001 – 2004 The Guardian – als Laurie Solt – 27 afl.
- 1997 – 2000 Prince Street – als ?? – 5 afl.
- 1999 Storm of the Century – als Joanna Stanhope – miniserie

## Theaterwerk opBroadway
- 1995 Racing Demon – als Heather Espy
- 1993 – 1994 Angels in America: Perestroika – als Prelapsarianov / Hannah Pitt / Henry / Ethel Rosenberg / rabbijn Chemelwitz
- 1993 – 1994 Angels in America: Millennium Approaches – als rabbijn Chemelwitz / Henry / Hannah Pitt / Ethel Rosenberg
- 1988 – 1990 M. Butterfly – als Helga

- Bibliothèque nationale de France: cb14163152c (data)
- Gemeinsame Normdatei: 1061894231
- International Standard Name Identifier: 0000 0000 7841 0545
- Library of Congress Control Number: no2002099366
- MusicBrainz: 224071ab-6acf-4d12-a373-c2d5e7e2588b
- Nationale Bibliotheek van Israël: 987007354589305171
- Nationale Bibliotheek van Polen: a0000001755783
- SNAC: w6mp8fg0
- Système universitaire de documentation: 236480324
- Virtual International Authority File: 75992683
- WorldCat: E39PBJrgMTPBxVKRY6b3XDhrbd